# Balchão

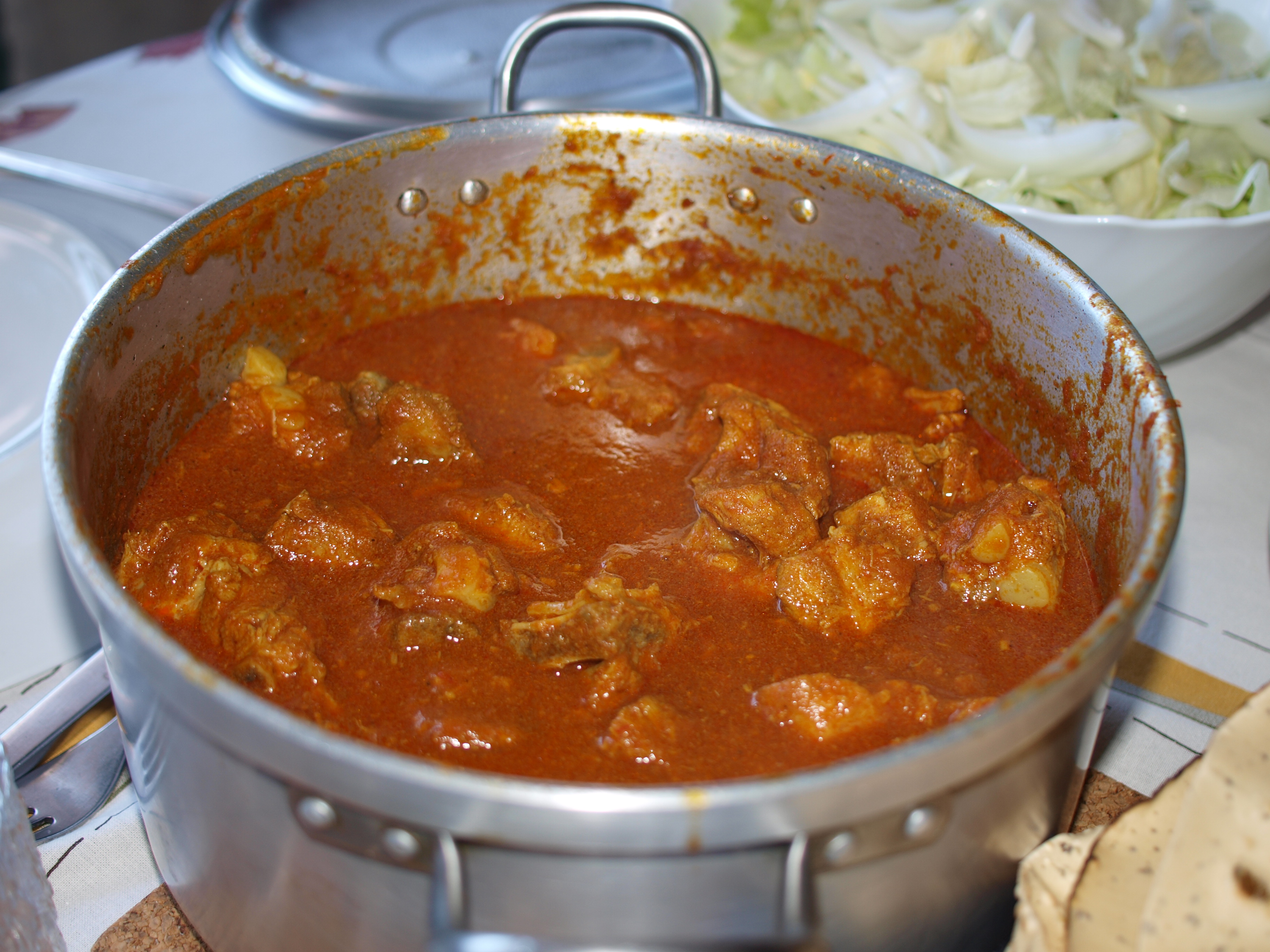
Balchão de porco

Balchão é um prato tradicional da culinária indo-portuguesa de Goa, Damão e Diu, outrora pertencentes ao Estado Português da Índia. 
Trata-se de um prato confeccionado com balichão, molho oriundo da culinária de Macau, com raízes no balachan da culinária malaia, preparado com camarões esmagados, louro e malaguetas. 

## Etimologia
Com efeito, o substantivo goês balchão deriva do étimo macaense balichão, que por sua vez provém do malaio «balachan».

## Preparação e ingredientes

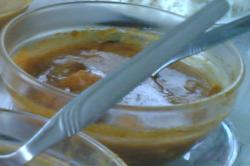
Balchão de camarão

O balchão pode ser preparado tendo por base diferentes ingredientes, tais como camarão, peixe seco, ostras, carne de porco e até mesmo tomate. Aliado a estas bases, o balchão pode vir condimentado com vinagre de coco, cebola, alhos fritos, caril, gengibre e malaguetas.
Uma vez confeccionado, o balchão costuma ser deixado a repousar em frascos, para poder maturar durante alguns dias, geralmente, não mais de uma semana.
Quando servido, o balchão é normalmente acompanhado por arroz branco.